# GloFish
GloFish — запатентований комерційний бренд, під яким продаються генетично модифіковані флуоресцентні акваріумні рибки. Назва утворена двома англійськими словами: glow — «сяючий», «свічення» та fish — «риба». Під таким брендом трансгенні рибки продаються на території Америки, але офіційним виробником рибок вважається корпорація Тайконг в Тайвані.
Спочатку це були даніо-реріо (лат. Danio rerio) — вид невибагливих і популярних акваріумних рибок сімейства коропових. Відмінною рисою штучно виведених генетичною модифікацією особин GloFish від вихідної форми є червоне, зелене або помаранчеве флуоресцентне забарвлення, яке стає більш помітним і інтенсивним при ультрафіолетовому освітленні. Хоча спочатку рибки виводилися не як декоративні, вони стали першими загальнодоступними генетично модифікованими домашніми тваринами.

## Особливості
Трансгенні даніо відрізняються від своєї вихідної форми забарвленням тіла. В їх ДНК вбудовані фрагменти ДНК медузи Aequorea victoria і червоного корала Discosoma. Даніо з фрагментом ДНК медузи (ген GFP) мають зелений колір, з ДНК корала (ген RFP) — червоний, а рибки, в генотипі яких присутні обидва фрагменти — жовті. Завдяки наявності цих чужорідних білків рибки яскраво світяться в ультрафіолетовому світлі.
Трансгенна форма віддає перевагу теплішій воді — близько 28 °C. Утримання, годування або відмінності в розведенні та розвитку генетично змінених даніо-реріо не помічені: трансгенні рибки так само невибагливі в утриманні та миролюбні.
Всі особини GloFish з моменту народження мають флуоресцентне забарвлення, яка зберігається все життя і стає яскравішим у міру дорослішання рибки. Колір передається малькам при розмноженні трансгенних видів.

## Історія
Природний даніо-реріо, з якого був вирощений GloFish, мешкає в річках Індії і Бангладеш. Він має розмір близько трьох сантиметрів в довжину і золоті й сині смуги, розташовані уздовж тіла. За останні 50 років на ринку декоративних риб в США цих рибок було продано на суму понад 200 млн дол., однак попри це, їх відтворенням у США ніхто не займався, в першу чергу тому, що вони є тропічними рибками й не можуть існувати в умовах помірного північноамериканського клімату.

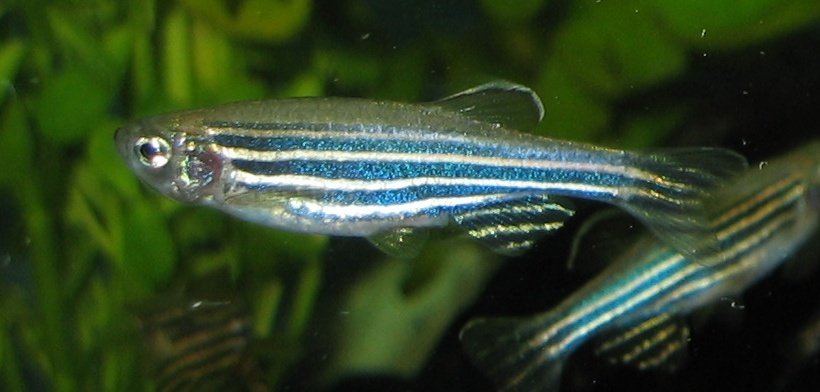
Звичайні даніо-реріо були використані для генетичного експерименту зі створення GloFish

У 1999 році доктор Чжиюань Гун і його колеги з Національного університету Сінгапуру працювали з геном зеленого флюоресцентного білка (GFP), який у природі зустрічається лише у деяких тихоокеанських медуз. Цей ген відповідає за синтез білка-люмінофора, який в темряві випускає промені приємного зеленуватого кольору. Вони вставили цей ген в ембріон даніо-реріо, що дозволило створити геном, який давав рибам яскраве флуоресцентне забарвлення як від природного білого світла, так і від ультрафіолетового випромінювання.
Первісною метою генетичних інженерів було полегшити спостереження за внутрішніми органами цих напівпрозорих риб. Але фотографію рибки, що світиться зеленуватим світлом, показану на науковій конференції, побачив представник компанії, що займається розведенням і продажем акваріумних риб. За замовленням фірми в геном даніо додали ще ген червоного свічення, виділений з морського корала. Отриману породу назвали «Нічна перлина». Особини, які отримали гени ДНК медузи та коралу світяться жовтим кольором.
У США модифіковані даніо спочатку були отримані з метою створення живих індикаторів забруднення: при наявності у воді певних токсичних речовин рибки повинні були змінювати забарвлення. Але в 2003 році бізнесмени та вчені уклали контракт, по якому на ринку з'явилася перша генетично модифікована рибка GloFish.
На додаток до червоних флуоресцентних даніо-реріо, продаваним під торговою маркою «Червона зоряна рибка» (англ. Starfire Red), до середини 2006 року були виведені зелені та оранжево-жовтий флуоресцентний даніо, а в 2011 році, — сині і фіолетові. Ці генетичні лінії риб отримали торгівельне найменування «Електрично-зелена» (англ. Electric Green), «Сонячно-помаранчева» (англ. Sunburst Orange), «Космічно-синя» (англ. Cosmic Blue) і «Галактично-пурпурова» (англ. Galactic Purple). Всі ці рибки були виведені за допомогою генної інженерії з використанням рекомбінантної ДНК від різних морських коралів.

## Тернеції
У 2012 році з'являється новий різновид флуорисцентних акваріумних рибок під маркою зеленої різновиди англ. «Electric Green» GloFish, які були виведені тим же методом, що і попередні, але замість даніо-реріо були використані звичайні тернеції (лат. Gymnocorymbus ternetzi). У 2015 році були представлені зелені суматранські барбуси (лат. (Puntius tetrazona)).
Попри поширення думки про безплідність або стерилізацію генетично модифікованих риб з метою їх поширення в природних водоймах, від GloFish можна отримувати цілком здорове і життєздатне потомство. Тим не менш, комісією щодо обмеження на використання генетичних технологій (англ. GURT) розведення, обмін і продаж флуоресцентних рибок GloFish суворо заборонені.

## Законодавчі обмеження
Продаж і зберігання GloFish залишаються незаконними в Каліфорнії внаслідок постанови, що обмежує вирощування будь-яких генетично модифікованих риб. Постанову введено до початку продажів GloFish, в основному через стурбованість з приводу біотехнологій швидкозростаючих лососів. Хоча рибна комісія відмовилася надати виключення (з етичних міркувань) у грудні 2003 року, згодом вона змінила курс і вирішила просуватися вперед з метою звільнення GloFish від регулювання.
Канада також забороняє ввезення і продаж GloFish, через відсутність достатньої інформації для прийняття рішення щодо безпеки.
У межах Європейського союзу не дозволяється імпорт, продаж і зберігання цих риб. Проте 9 листопада 2006 року міністерством житлового будівництва, територіального планування і довкілля Нідерландів знайдено 1400 флуоресцентних риб, які продаються в різних магазинах з акваріумів.

## Галерея

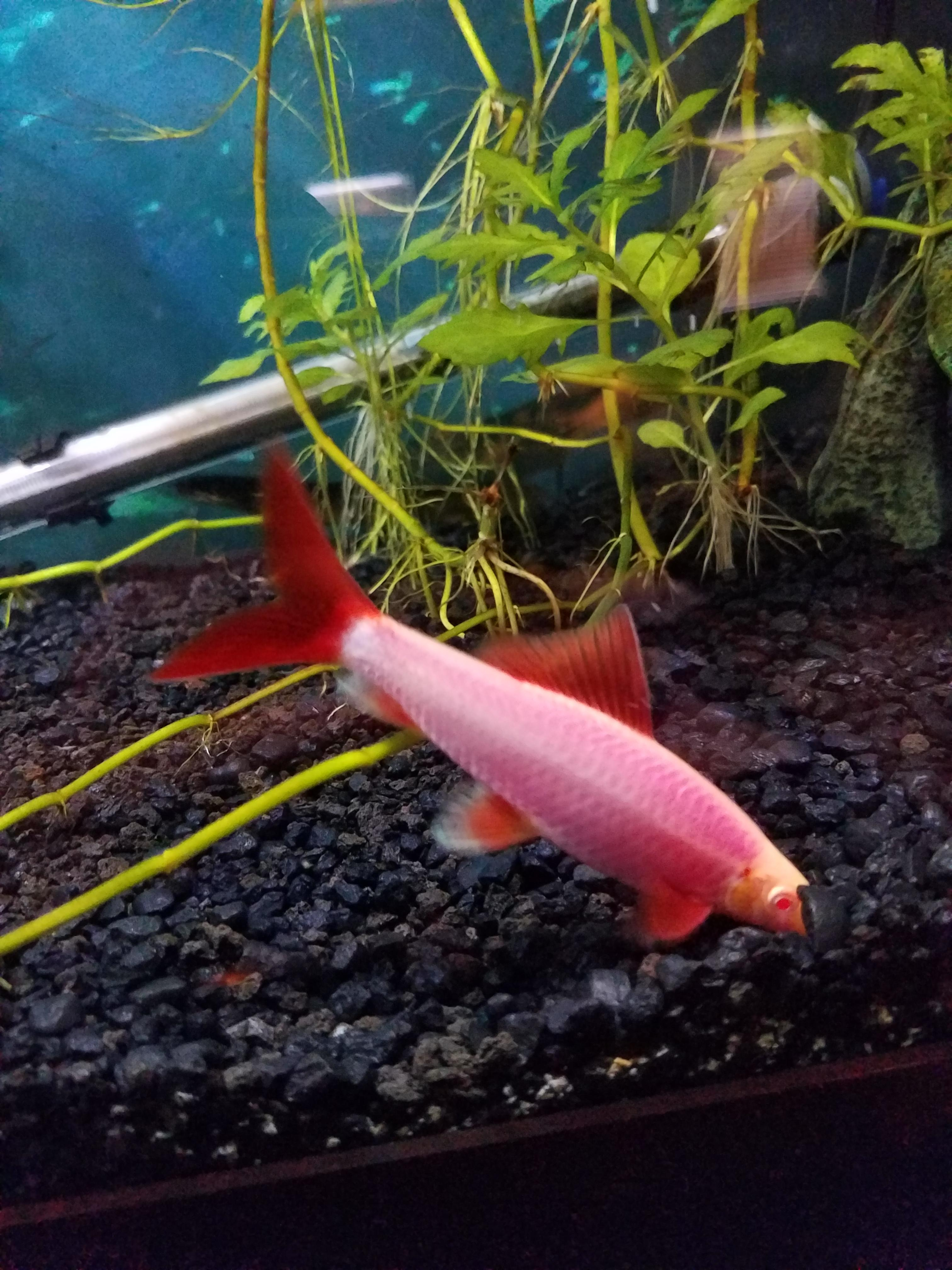
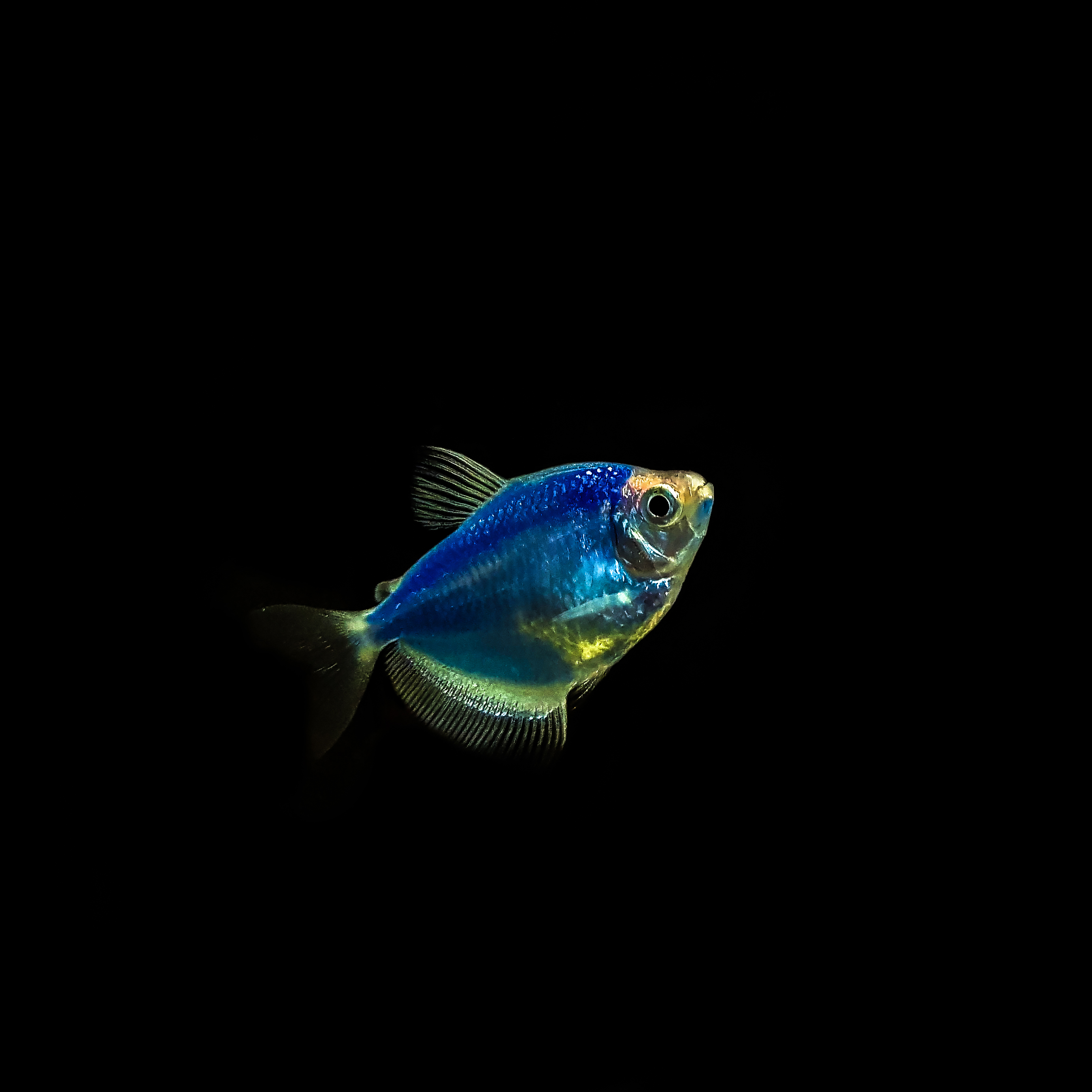
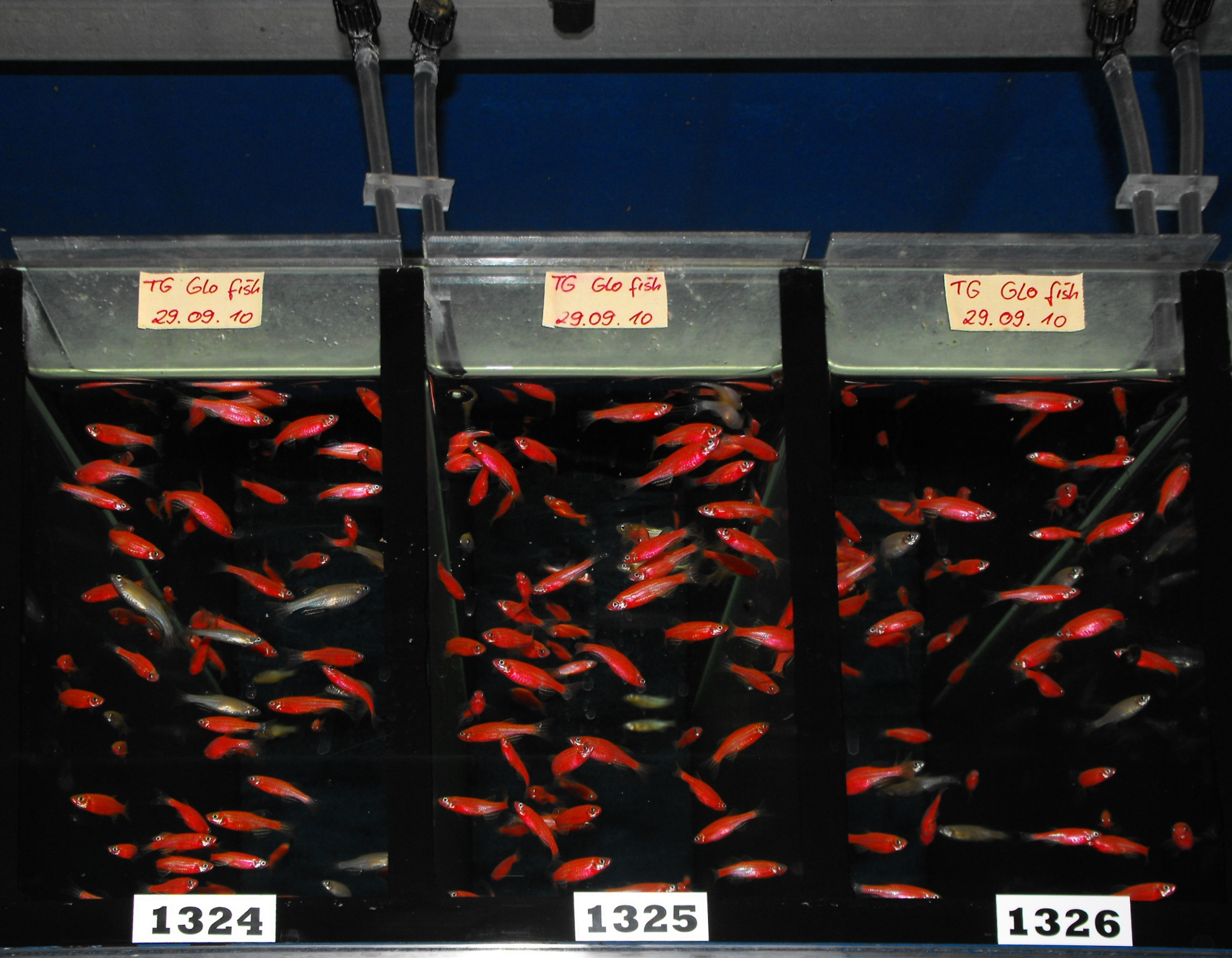